# Championnat d'Arabie saoudite de football 2007-2008
Navigation
Saison précédente Saison suivante
La saison 2007-2008 du Championnat d'Arabie saoudite de football est la trente-deuxième édition du championnat de première division en Arabie saoudite. La Premier League regroupe les douze meilleurs clubs du pays au sein d'une poule unique, où ils s'affrontent deux fois au cours de la saison, à domicile et à l'extérieur. À la fin de la compétition, les deux derniers du classement sont relégués et remplacés par les deux meilleurs clubs de deuxième division.
C'est le club d'Al-Hilal FC qui remporte le championnat après avoir terminé en tête du classement, avec le même nombre de points mais une meilleure différence de buts particulière que le tenant du titre, Al Ittihad. Al Shabab Riyad complète le podium, à six points du duo de tête. C'est le 11e titre de champion d'Arabie saoudite de l'histoire du club.
À partir de cette saison, quatre places qualificatives pour la Ligue des champions sont attribuées : trois pour les trois premiers au classement à l'issue du championnat, et une pour le vainqueur de la Saudi Champions Cup, un tournoi de fin de saison qui regroupe les six premiers du classement ainsi que les vainqueurs des coupes Crown Prince Cup et Saudi Federation Cup. Si le vainqueur de la Saudi Champions Cup s'est classé parmi les trois premiers du championnat, c'est le 4e au classement qui obtient son billet pour la Ligue des champions.

## Les clubs participants
| - Al Nasr Riyad - Al-Hilal FC - Al Ahly Djeddah - Al Ittihad - Al Ta'ee Ha'il - Al Wehda | - Al Watani Tabook - Promu de D2 - Al Shabab Riyad - Najran Sport Club - Promu de D2 - Al Qadisiya Al Khubar - Ettifaq FC - Al Hazm Rass |

## Compétition

### Première phase
Le barème utilisé pour établir le classement est le suivant :
- Victoire : 3 points
- Match nul : 1 point
- Défaite : 0 point

| Rang | Équipe                | Pts | J  | G  | N | P  | Bp | Bc | Diff |
| ---- | --------------------- | --- | -- | -- | - | -- | -- | -- | ---- |
| 1    | Al-Hilal FC           | 48  | 22 | 14 | 6 | 2  | 36 | 13 | +23  |
| 2    | Al Ittihad T          | 48  | 22 | 14 | 6 | 2  | 40 | 16 | +24  |
| 3    | Al Shabab Riyad (CC)  | 42  | 22 | 11 | 9 | 2  | 39 | 21 | +18  |
| 4    | Ettifaq FC            | 35  | 22 | 10 | 5 | 7  | 34 | 25 | +9   |
| 5    | Al Nasr Riyad         | 33  | 22 | 9  | 6 | 7  | 34 | 35 | -1   |
| 6    | Al Wehda              | 29  | 22 | 8  | 5 | 9  | 29 | 27 | +2   |
| 7    | Al Hazm Rass          | 27  | 22 | 7  | 6 | 9  | 26 | 28 | -2   |
| 8    | Al Ahly Djeddah       | 26  | 22 | 7  | 5 | 10 | 30 | 31 | -1   |
| 9    | Al Watani Tabook P    | 25  | 22 | 6  | 7 | 9  | 20 | 32 | -12  |
| 10   | Najran Sport Club P   | 21  | 22 | 5  | 6 | 11 | 29 | 44 | -15  |
| 11   | Al Ta'ee Ha'il        | 13  | 22 | 2  | 7 | 13 | 20 | 38 | -18  |
| 12   | Al Qadisiya Al Khubar | 12  | 22 | 2  | 6 | 14 | 17 | 44 | -27  |

|  | Qualification pour la Ligue des champions de l'AFC 2009                                       |
|  | Qualification pour la Coupe des clubs champions du golfe Persique 2008                        |
|  | Relégation en deuxième division                                                               |
|  | T : Tenant du titre (CC) : Vainqueur de la Saudi Champions Cup P : Promu de deuxième division |

## Bilan de la saison
| Championnat d'Arabie saoudite de football 2007-2008 |                         |
| Champion                                            | Al-Hilal FC (11e titre) |
| Coupes et trophées                                  |                         |
| Vainqueur de la Saudi Champions Cup                 | Al Shabab Riyad         |
| Qualifications continentales                        |                         |
| Ligue des champions de l'AFC 2009                   | Al-Hilal FC             |
| Ligue des champions de l'AFC 2009                   | Al Ittihad              |
| Ligue des champions de l'AFC 2009                   | Al Shabab Riyad         |
| Ligue des champions de l'AFC 2009                   | Ettifaq FC              |
| Coupe des clubs champions du golfe Persique 2008    | Al Nasr Riyad           |
| Coupe des clubs champions du golfe Persique 2008    | Al Ahly Djeddah         |
| Promotions et relégations                           |                         |
| Promus en Premier League                            | Al Raed                 |
| Promus en Premier League                            | Abha Club               |
| Relégués en First Division                          | Al Ta'ee Ha'il          |
| Relégués en First Division                          | Al Qadisiya Al Khubar   |